# Alexander Ramsey
Alexander Ramsey (Hummelstown, 8 de septiembre de 1815-Saint Paul, 22 de abril de 1903) fue un político estadounidense. Se desempeñó como whig y republicano en diversos cargos entre los años 1840 y 1880, entre ellos el primer gobernador del territorio de Minnesota, el segundo gobernador del estado de Minnesota, Secretario de Guerra de los Estados Unidos, miembro de la Cámara de Representantes y senador de los Estados Unidos.

## Biografía

### Primeros años
Nacido en Hummelstown, Pensilvania, fue el mayor de los cinco hijos de Thomas Ramsey y Elizabeth Kelker. Quedó huérfano a los diez años; trabajando en una tienda de su abuela. Estudió carpintería en Lafayette College, pero se fue durante su tercer año. Estudió leyes con Hamilton Alricks y asistió a la Facultad de Derecho de Reed en Carlisle (ahora Universidad Estatal de Pensilvania) en 1839. Fue admitido en el colegio de abogados de Pensilvania en 1839. En 1840 fue secretario del colegio electoral estatal y en 1841 se desempeñó como secretario jefe en la asamblea estatal.

### Carrera política
Fue elegido miembro de la Cámara de Representantes de los Estados Unidos por Pensilvania, y se desempeñó en los 28.° y 29.° congresos, desde el 4 de marzo de 1843 hasta el 3 de marzo de 1847. Fue el primer gobernador del Territorio de Minnesota del 1 de junio de 1849 al 15 de mayo de 1853. En ese cargo, ordenó una elección general y negoció tratados de tierras con los sioux. Fue miembro del Partido Whig, presidiendo el comité del partido Whig de Pensilvania en 1848.
En 1855, se convirtió en el alcalde de Saint Paul (Minnesota) y en 1859 fue elegido como el segundo gobernador del estado de Minnesota, ocupando el cargo desde el 2 de enero de 1860 hasta el 10 de julio de 1863. Previamente, se había candidateado al puesto en 1857, sin éxito. Renunció a la gobernación para convertirse en senador de los Estados Unidos, habiendo sido elegido para ese puesto en 1863 como republicano. Fue reelegido en 1869 y ocupó el cargo hasta el 3 de marzo de 1875, sirviendo entre los 38.° y 43.° congresos. En el Senado, presidió la comisión de correos y vías postales, y la comisión de reclamaciones.
También es conocido por sus declaraciones pidiendo la muerte o remoción de nativos estadounidenses específicos, principalmente los sioux que vivían en el estado de Minnesota. Estas declaraciones se produjeron en respuesta a los ataques de los sioux en los asentamientos estadounidenses, que provocaron la muerte de no menos de 800 hombres, mujeres y niños, como se menciona en el Segundo Mensaje Anual de Abraham Lincoln el 1 de diciembre de 1862. Ramsey declaró el 9 de septiembre de 1862: «los indios sioux de Minnesota deben ser exterminados o expulsados para siempre más allá de las fronteras del estado». Llegó a ofrecer dinero para el cuero cabelludo de sioux.
Se desempeñó como Secretario de Guerra desde 1879 hasta 1881, bajo la presidencia de Rutherford B. Hayes. En el cargo, recomendó que el Congreso autorizara el puesto de subsecretario de Guerra. Posteriormente, se retiró a la vida privada, desempeñándose como presidente de la Sociedad Histórica de Minnesota y como presidente del Banco Germania de Saint Paul. Falleció en dicha ciudad el 22 de abril de 1903, siendo sepultado en el cementerio Oakland.

## Homenajes
La Sociedad Histórica de Minnesota conserva su hogar, la Casa Alexander Ramsey como museo. Fue agregado al Registro Nacional de Lugares Históricos en 1969. Alexander Ramsey Park, ubicado en Redwood Falls (Minnesota), es el parque municipal más grande de Minnesota. El condado de Ramsey (Minnesota), condado de Ramsey (Dakota del Norte), la ciudad de Ramsey (Minnesota), la ciudad de Ramsey (Illinois), el Parque Ramsey en Stillwater (Minnesota), Escuela Secundaria Ramsey en Saint Paul (Minnesota) y la escuela primaria Ramsey Montevideo (Minnesota), llevan su nombre. La escuela secundaria Justice Page en Minneapolis llevó su nombre hasta 2017.